# 沙汰未練書
沙汰未練書（さたみれんしょ）とは、鎌倉時代後期の武家政権（鎌倉幕府）の法律文書・訴訟手続に関してまとめた法制書。

## 概要
書名は「沙汰（裁判手続）に未練（未熟）な人のための書」という意味だと考えられている。
弘安元年（1278年）に北条時宗が書いたとされる跋文および同2年（1279年）の安達泰盛、同3年（1280年）の二階堂行忠の奥書があるものの、いずれも後世の仮託とみられ、実際には元亨3年（1323年）頃に政所執事を務めた二階堂氏あるいは同氏に近い鎌倉幕府の法曹官僚が編纂したとみられている。
全体を3部分に分けることが出来、それぞれ幕府の訴訟手続関係の解説、公家政権（朝廷）の訴訟手続関係の解説、訴訟文書の文例集に分けることが可能で、鎌倉時代後期の訴訟の実態を知る上で貴重な史料である。